# Julius Frijs
Frederik Julius greve Krag-Juel-Vind-Frijs (født 28. august 1821 på Wedelslund, død 14. september 1885 i København) var i mange år medlem af Rigsrådet, og var en bror til Asta Grundtvig.

## Barndom og ungdom
Frederik Julius blev født den 28. august 1821 på godset Wedelslund ved Galten, som søn af greve Erhard Krag-Juel-Vind-Frijs (1788-1826) og hustru Caroline Tugendreich Adelheid Reiche (1788-1827). Efter faderens død i 1826 og moderens død i 1827 på Wedelslund blev søskendeflokken fordelt inden for familien, og godset blev solgt. Frederik Julius Krag-Juel-Vind-Frijs, der var den ældste søn, blev optaget i hjemmet hos sin farbror og tante, grev Carl Ludvig Krag Juel Vind Frijs (1780-1838) og hustru Charlotte Frederikke de Roepstorff (1795-1861), på Juellinge på Lolland og indsat som arving til baroniet.

## Ægteskab og børn
Frederik Julius blev den 24. juli 1847 i Skørringe Kirke viet til Benedicte Polly Christiane Gustave komtesse Reventlow (25. marts 1829 på Christianssæde – 19. marts 1906 i København). Hun blev født på godset Pederstrup som datter af greve Christian Johan Ludvig Conrad Reventlow (1801-1828) og hustru Polle Holch-Winterfeldt (1800-1867).
I ægteskabet fødtes børnene:
- Erhard Carl Christian Julus (1848-1867)
- Polly Caroline Charlotte Amalie (1849-1919)
- Charlotte Sophie Adelheid (1853-1920)
- Jens Christian Julius (1854-1907)
- Julius Benedictus (1858-1933)
- Emil Einar (1863-1931)
- Eduard Carl Otto (1867-1869)

## Liv og virke
Farbroderen, grev Carl Ludvig Krag Juel Vind Frijs døde efter længerevarende sygdom i 1838 i København, hvorefter Frederik Julius Krag-Juel-Vind-Frijs tiltrådte som ejer af lensbaroniet. Han var på det tidspunkt elev på Sorø Akademi, hvorfra han i 1840 blev student. Han modtog myndighedsbevilling 1845. 
Den nuværende hovedbygning på Juellinge blev opført i 1847-49. I 1851 fik han tilladelse til at bortsælge bøndergodset mod, at de indkomne midler blev henlagt som fideikommiskapital, hvilket ikke tidligere havde været knyttet til baroniet. 
Han blev den 14. september 1859 medlem af Rigsrådet af 2. okt. 1855, kongevalgt medlem af rigsrådet af 18. november 1863 og var landstingsmedlem fra 1864 til 18. okt. 1866. Han var kongevalgt medlem af Landstinget fra 1869 til sin død. 
Han var medlem af Maribo Amtsråd 1878-1885. 
Ved lensafløsningen i 1921 blev godsets navn ændret fra Juellinge til dets oprindelige navn Halsted Kloster. 

## Død og begravelse
Frederik Julius Krag-Juel-Vind-Frijs døde i København den 14. september 1885 og blev begravet fra Halsted Kirke den 21. september.  Hustruen døde i København 1906. 

## Titler og ordener
- Kammerherre
- Ridder af Dannebrogsordenen

## Læs mere
- C.C. Haugner: Gamle Lollandske Gaarde, 1912
- Knud Søndergaard: Asta Grundtvig, Liv og virke, slægt og venner, 1826-90.  Redaktion af illustrationer: Lars Thorkild Bjørn